# Mole (dopływ Tamizy)
Mole (ang. River Mole) – rzeka w południowo-wschodniej Anglii, w hrabstwach West Sussex i Surrey. Długość rzeki wynosi 80 km, a powierzchnia jej dorzecza – 487 km².
Źródło rzeki znajduje się w pobliżu wsi Rusper. Rzeka płynie w kierunku północnym, przepływa przez miasta Horley, Dorking, Leatherhead, Cobham i Esher. Uchodzi do Tamizy w miejscowości Molesey, na przedmieściach Londynu.